# 因薩拉赫區

27°12′N 2°49′E / 27.200°N 2.817°E
因薩拉赫區（阿拉伯语：‎），是阿爾及利亞的行政區，位於該國東南部，由塔曼拉塞特省負責管轄，首府設於因薩拉赫，面積105,251平方公里，2008年人口39,167，人口密度每平方公里0.4人。